# Nintendo 64
Pour les articles homonymes, voir N64.
La Nintendo 64 (ニンテンドウ64, Nintendō Rokujūyon), également connue sous les noms de code Project Reality et Ultra 64 lors de sa phase de développement, est une console de jeux vidéo de salon, sortie en 1996 (1997 en Europe), du constructeur japonais Nintendo en collaboration avec Silicon Graphics. Elle fut la dernière des consoles de salon de cinquième génération à être sortie.
La Nintendo 64 a plusieurs particularités : c'est une console « 64-bits » contrairement à ses principales concurrentes dites « 32-bits » (hormis l'Atari Jaguar sortie trois ans auparavant) ; l'entreprise a préféré le support cartouche, plus rentable pour Nintendo mais plus contraignant pour le développement et plus cher que le support CD proposé par ses concurrents ; elle innove en instaurant un stick analogique sur sa manette qui se révèlera indispensable pour les jeux en 3D temps réel ; elle est aussi la première console à disposer en série de quatre ports manettes pour les jeux multijoueurs.

## Historique

### Les débuts du «Project Reality»
Au début des années 1990, avec le succès des consoles NES et Super Nintendo, la société Nintendo domine le marché mondial du jeu vidéo, malgré la compétition effrénée que lui livre Sega. L'émergence du CD-ROM a amené Nintendo à conclure un partenariat avec Sony pour que celui-ci développe un lecteur de CD pour la Super Nintendo, le SNES-CD, afin de concurrencer la PC-Engine de NEC et le Mega-CD de Sega. Mais un différend amène Nintendo et Sony à abandonner leur projet commun, que Sony recycle alors pour développer sa propre console, la PlayStation. Nintendo se tourne alors vers la firme néerlandaise Philips pour poursuivre son projet. L'annonce de la PlayStation en 1991, ajoutée aux échecs du Mega-CD de Sega et du CD-i de Philips, persuade alors Nintendo d'enterrer définitivement l'extension CD-ROM de la Super Nintendo et de se tourner vers le développement d'une toute nouvelle console,.
Désirant court-circuiter la nouvelle génération de console 32-bits, Nintendo annonce une collaboration à long terme avec la société américaine Silicon Graphics (SGI), spécialisée dans les stations de travail pour l'imagerie de synthèse, afin de développer une console 64-bits, dont le nom de code est « Project Reality », à l'occasion du salon Shoshinkai le 23 août 1993,. À ce moment, Silicon Graphics venait de se bâtir une solide réputation grâce à ses machines utilisées pour les effets spéciaux des films Terminator 2 et Jurassic Park, et Nintendo promet que les performances de sa future console seront largement supérieures à celles de ses concurrentes,.
À l'origine, James H. Clark, le fondateur de Silicon Graphics, avait proposé sa technologie à Tom Kalinske, le président de Sega of America. Après le refus de la technologie SGI par les dirigeants de Sega Japon, James H. Clark entra en contact avec Hiroshi Yamauchi, le président de Nintendo, début 1993.
L'année suivante, Nintendo commence à constituer un groupe de studios de développement chargés de concevoir les premiers jeux à sortir sur Project Reality. Fin mars 1994, Rare et Williams Electronics Games (avec sa filiale Midway) sont les premières sociétés à signer. En guise d'avant-goût, Rare et Midway sortiront deux jeux sur borne d'arcade à la fin de cette même année, Killer Instinct et Cruis'n USA, en présentant la technologie utilisée comme similaire à celle de la future console de salon. Si le public est impressionné, il se révèlera avec le recul que la console disposera d'un matériel bien moins puissant que celui de ces systèmes d'arcade,. L'année 1994 est aussi marquée par le succès du jeu Donkey Kong Country sur une Super Nintendo vieillissante. Développé par Rare, le jeu est une première concrétisation de la collaboration de Nintendo avec Silicon Graphics, calculé sur les stations de travail SGI et qui repousse les limites de la console.

### Révélations et retards
Le 5 mai 1994, Nintendo annonce que le support des jeux de sa future console sera la cartouche alors que toutes les autres consoles en développement ont opté pour le CD-ROM dont la capacité de stockage est beaucoup plus importante. La nouvelle refroidit les développeurs et Acclaim est le seul gros développeur à rejoindre l'aventure au cours des mois suivants. Si d'autres studios entrent dans la course par la suite, tels que Paradigm, Sierra, LucasArts, ou Electronic Arts, aucun d'entre eux n'est japonais.
Le projet est renommé « Nintendo Ultra 64 » (NU64) quelque temps plus tard. Une photographie de la console accompagnée d'une cartouche de jeu (mais pas de la manette) est diffusée en mai 1995 au cours du salon Electronic Entertainment Expo (E3).

Le logotype utilisé lorsque la console était connue sous le nom de Nintendo Ultra 64.

La console est finalement présentée en version jouable lors du salon Shoshinkai le 24 novembre 1995. L'événement est un succès et la nouvelle manette munie d'un stick analogique est révolutionnaire,. Deux jeux sont présentés en version jouable : Super Mario 64 et Kirby's Air Ride 64 (qui sortira finalement en 2003 sur Nintendo GameCube). Onze autres jeux sont présentés sous forme de vidéo : Pilotwings 64, Super Mario Kart R, Wave Race 64, Star Fox 64, Star Wars: Shadows of the Empire, Body Harvest, Goldeneye 007, Blast Dozer, Creator, Buggy Boogie et The Legend of Zelda: Ocarina of Time. La version jouable de Super Mario 64, le prochain Super Mario réalisé en trois dimensions et supervisé par Shigeru Miyamoto, fait sensation. Nintendo annonce également un périphérique destiné à lire un nouveau type de disques magnétiques offrant une capacité de stockage bien plus importante que les cartouches.
Des rumeurs laissent entendre que la console pourrait être renommée « Ultra Famicom » ou « Famicom 64 » pour le marché japonais, en continuité avec les précédentes consoles de salon de la firme. Finalement le 1er février 1996, Nintendo annonce que sa console portera le nom de « Nintendo 64 » et ce partout dans le monde. Le nom « Ultra » est abandonné afin d'éviter toute confusion avec le label « Ultra Games » de Konami.
Au cours de son développement, la Nintendo 64 connait d'importants retards et sa sortie est plusieurs fois repoussée. Initialement annoncée courant 1995, une date de sortie mondiale est ensuite fixée au 21 avril 1996,. Elle est finalement repoussée à juin car la plupart des jeux annoncés ne sont pas prêts et Miyamoto demande plus de temps pour peaufiner Super Mario 64. De plus, la sortie en Amérique du Nord n'est prévue que pour septembre.
Fin 1995, Nintendo France lança une campagne publicitaire ciblant directement la PlayStation et la Saturn. Celle-ci conseillait au joueur d'attendre la sortie de l' « Ultra 64 », prévue courant 1996, plutôt que de demander une console 32-bits pour Noël.

### Lancement
La console sort finalement le 23 juin 1996 au Japon, avec un catalogue de seulement trois jeux : Super Mario 64, Pilotwings 64 et Saikyō Habu Shōgi. Malgré cela, 300 000 unités sont vendues au lancement grâce, essentiellement, à Super Mario 64 qui s'écoule pratiquement en autant d'exemplaires,. Mais jusqu'à la sortie de la console aux États-Unis, aucun autre titre ne vient étoffer le catalogue. Lorsque la Nintendo 64 sort le 29 septembre 1996 en Amérique du Nord, la PlayStation et la Sega Saturn sont déjà disponibles depuis plus d'un an. De plus, pour contrer Nintendo, Sony avait décidé de baisser le prix de sa console à moins de 200 $. Pour rester compétitif, Nintendo est contraint de baisser son prix à 199 $ au lieu de 249 $.
La Nintendo 64 n'atteint pas l'Europe et l'Australie avant le 1er mars 1997. Ce retard entre le lancement américain et européen s'explique par le fait que Nintendo of Europe venait juste de se réorganiser et que l'approvisionnement en consoles fut très mal réalisé. Dans la plupart des pays d'Europe, la Nintendo 64 est commercialisée à partir du 1er mars 1997,,, avec un nombre limité de consoles selon le pays. Le distributeur britannique de Nintendo, THE Games, livre 20 000 consoles le 1er mars au Royaume-Uni au prix de 249,99 £,. L'Allemagne lance la console la même date, avec un prix fixé à 399 DM. Le 4 mars 1997, l'Italie distribue la console via Giochi Preziosi (it) où le produit est vendu à 399 000 lire. Le 7 mars 1997, les Pays-Bas lancent à leur tour la Nintendo 64, avec un prix proposé à 499 ƒ.
Nintendo España organise un évènement Show Room entre le 19 décembre 1996 et le 13 janvier 1997 où 33 consoles Nintendo 64 sont exposées parmi une centaine de machines. L'Espagne annonce le prix de la console fixé à 34 900 pesetas ainsi qu'une date de sortie pour le 10 mars 1997,. Nintendo España annonce toutefois via un article du journal espagnol El País, que la console sera retardée de cinq jours pour assurer la distribution nationale. Le lancement officiel espagnol de la Nintendo 64 est donc daté au 15 mars 1997.
La France fait partie des derniers pays d'Europe à être livré, l'Hexagone devant patienter jusqu'au 1er septembre 1997 pour avoir sa date de sortie officielle,. Plusieurs motifs sont évoqués dont un plan social au sein de Nintendo France ou un stock finalement consacré au marché américain. Ce report n'a pas empêché plusieurs grandes surfaces d'importer des machines étrangères (allemandes, espagnoles, anglaises...) et de les commercialiser à un tarif moyen de 1490 F, pendant l'été 1997. La console et sa manette, en version officielle, sont vendues en France à 990 F.

### Le manque d'éditeurs tiers
Début 1997, Square fit part de sa volonté de délaisser Nintendo et de ne développer plus que sur PlayStation. C'est un coup dur pour Nintendo qui se voit ainsi privé de l'une des franchises les plus populaires au Japon : Final Fantasy. Ce choix est certainement dû au fait que la PlayStation est devenue leader de son segment à cette date, après plus de 10 ans de leadership de Nintendo dans le secteur des consoles de jeu vidéo. De plus, le support cartouche de la Nintendo 64, limité en termes de stockage, ne permet pas à Square d'inclure les nombreuses scènes cinématiques que comportent ses nouveaux jeux.
Bien qu'elle ait bénéficié d'excellentes ventes lors de ses lancements, la Nintendo 64 n'a jamais rencontré le succès escompté : la PlayStation, bien qu'elle fût techniquement inférieure, utilisait un lecteur de CD-ROM, bénéficiant d'une image plus « Hi-Tech » aux yeux du grand public. Enfin, la difficulté de programmation et le support cartouche firent fuir presque tous les éditeurs. Il faut en effet souligner qu'un jeu sur CD-ROM se programme différemment d'un jeu sur cartouche, du fait de techniques de compression très différentes. Cela implique une relative difficulté à programmer des jeux à la fois sur Nintendo 64 et sur PlayStation, du fait des supports de stockage différents. Les éditeurs tiers ont ainsi été tentés de se concentrer sur la PlayStation devenue leader du marché. Nintendo et Rare se retrouvent donc presque les seuls éditeurs de la console et vont en profiter pour sortir les principaux jeux populaires de la console : Mario Kart 64, Star Fox 64, GoldenEye 007, F-Zero X, Banjo-Kazooie…
En décembre 1998, Nintendo lance sur le marché le jeu le plus attendu de sa génération : The Legend of Zelda: Ocarina of Time qui réussit à se vendre à 6 millions d'exemplaires en deux mois. C'est le jeu qui va relancer la N64 dont les ventes commençaient à s'essouffler.
En décembre 1999, Nintendo sort au Japon le 64DD, un périphérique qui devait révolutionner le marché grâce à une capacité de stockage accrue et la possibilité de se connecter à Internet. Le 64DD s'avère être un échec commercial, principalement en raison de son grand retard (il a été annoncé en 1995), et Nintendo décide d'annuler les lancements américains et européens.
Vers l'an 2000, le rythme des sorties commence à ralentir malgré quelques succès comme Perfect Dark, Pokémon Stadium et The Legend of Zelda: Majora's Mask. En Europe, le dernier jeu de la console est Mario Party 3 qui sort le 16 novembre 2001. Au Japon, Bomberman 64 2001, sorti le 20 décembre 2001, met un point final à la carrière de la N64. Le dernier jeu destiné au marché nord-américain est Tony Hawk's Pro Skater 3 qui est disponible le 20 août 2002. Après cette date la production s'arrêta pour faire place à la Nintendo GameCube.

### Vie après l'arrêt de la commercialisation

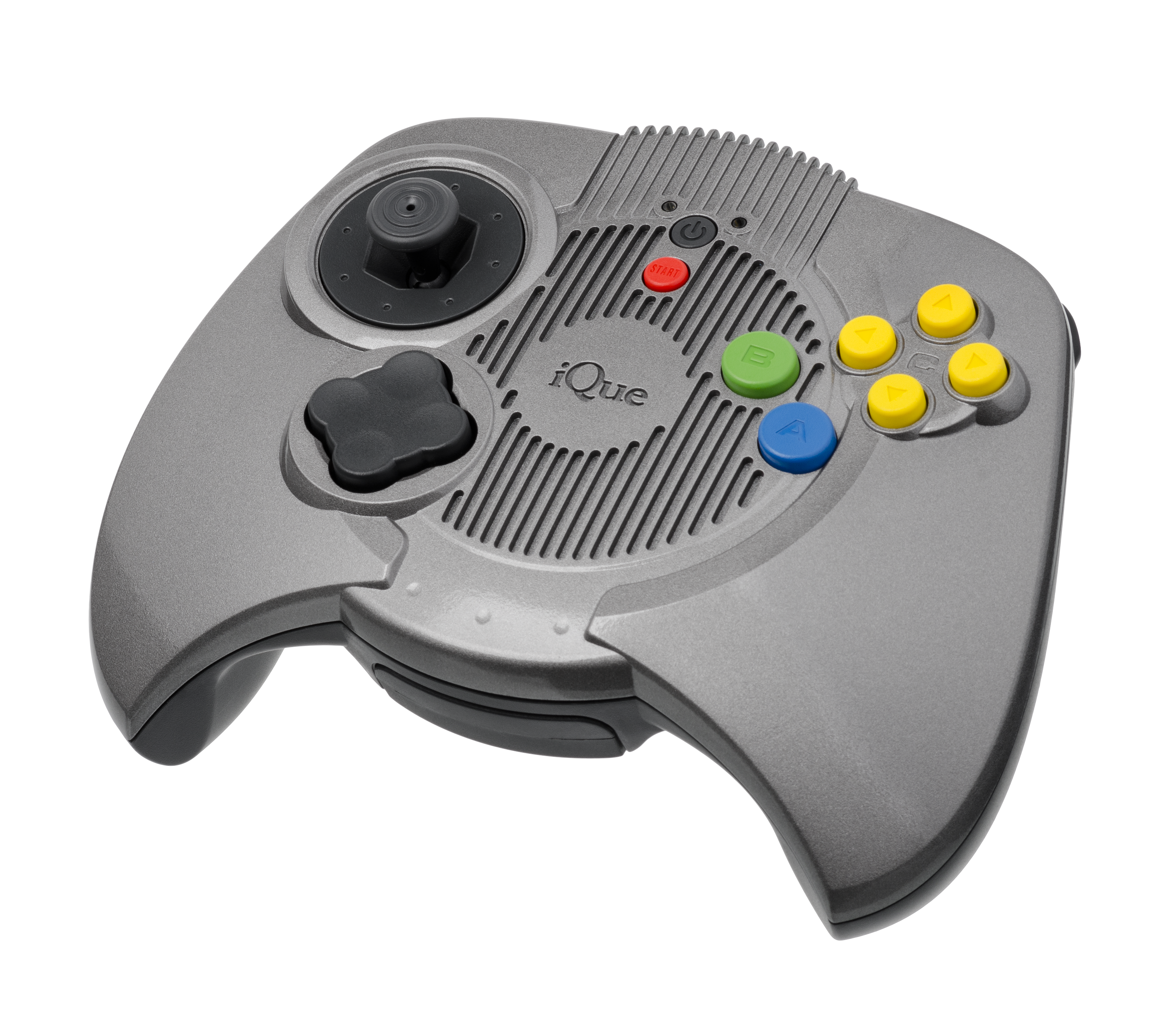
L'iQue Player, version chinoise de la Nintendo 64, sortie en 2003.

La Nintendo 64 est généralement considérée comme un semi-échec. Avec plus de 32 millions d'unités vendues et plusieurs jeux considérés comme des modèles dans leur genre, la Nintendo 64 fait beaucoup mieux que la Saturn de Sega. Néanmoins, ses ventes n'atteindront jamais celles de la PlayStation et Nintendo perd sa position dominante dans l'industrie vidéoludique au profit de Sony.
En 2003, Nintendo ressort la Nintendo 64 pour le marché chinois. Le design ainsi que quelques spécifications techniques sont modifiées pour l'occasion et la console est rebaptisée iQue Player. Nintendo a créé une filiale nommée iQue pour s'implanter sur ce marché. Pour éviter le piratage et pour contourner l'embargo de la Chine sur les consoles de jeux, l'iQue Player est vendue sous la forme d'une manette (différente de la manette originale de la N64), contenant déjà plusieurs jeux, et se branche directement sur la télévision. D'autres jeux peuvent se charger sur une sorte de carte mémoire. Plusieurs manettes peuvent être reliées ensemble pour jouer à plusieurs.
De décembre 2006 à janvier 2019, des jeux Nintendo 64 peuvent être téléchargés pour dix euros sur la Wii grâce au service de Console virtuelle.
Cependant, depuis le début des années 2010, la Nintendo 64 connaît une véritable seconde vie. Elle est en effet très appréciée des amateurs de rétrogaming, et jouit ainsi d'une grande popularité dans ce milieu. Des jeux comme Super Mario 64, Pokémon Snap ou GoldenEye 007 connaissent ainsi un grand regain de popularité.

## Description

### Variantes de la console

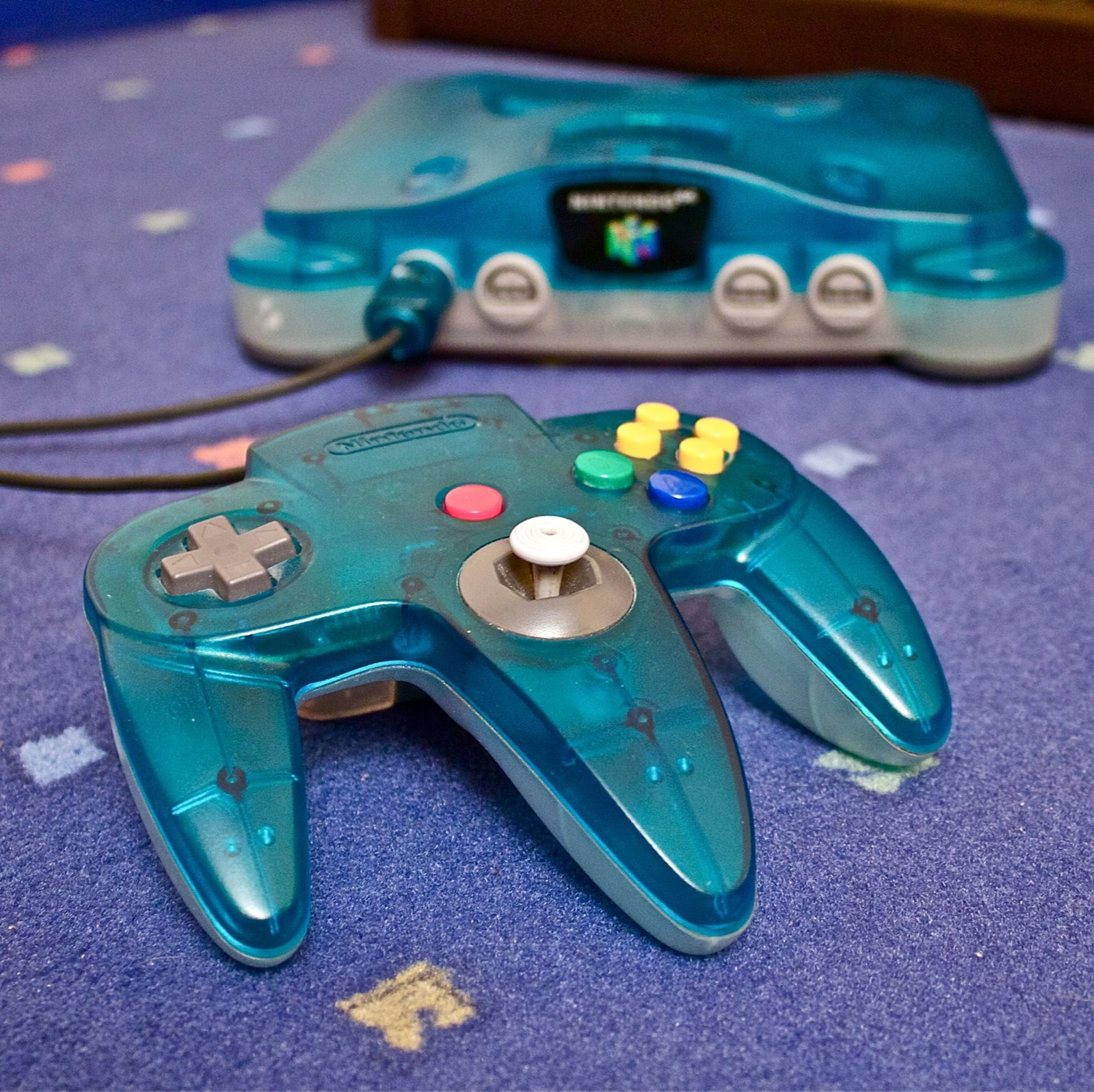
Une Nintendo 64 de l'édition Clear blue.

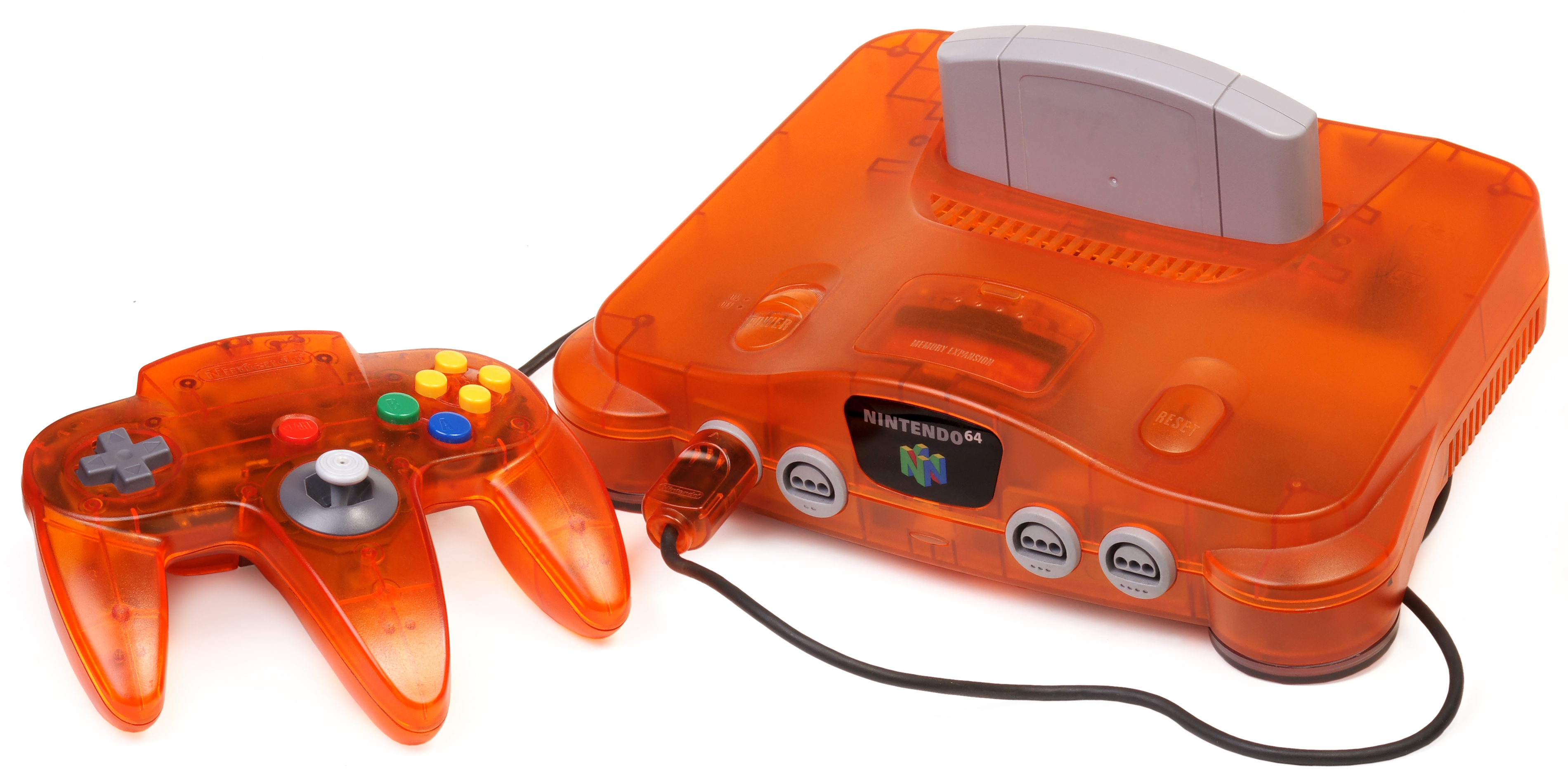
Une Nintendo 64 de la série Funtastic.

| Variantes de la Nintendo 64                          | Variantes de la Nintendo 64 | Variantes de la Nintendo 64 | Variantes de la Nintendo 64 |
| Édition                                              | Sortie                      | Couleur | Commentaire |
| ---------------------------------------------------- | --------------------------- | --- | --- |
| Carbon                                               | 1996                        | Console noire. Manette grise. | Version standard. |
| Gold model                                           | 1998                        | Console et manette dorées. | Sortie uniquement au Japon et aux États-Unis. Au Royaume-Uni, une console noire standard avec une manette dorée était disponible.                                                          |
| Funtastic Series (États-Unis) Color Edition (Europe) | 2000                        | Console et manette translucides.                                                                                                  | Couleur variable (bleu, orange, rouge, vert, violet et gris). La console verte translucide (et la manette assortie) était également disponible aux États-Unis en pack avec Donkey Kong 64. |
| Jusco 30th Anniversary Edition                       | 2000                        | Console et manette translucides, noires et grises.                                                                                | Sortie au Japon uniquement. Pour le 30e anniversaire de la chaîne d'hypermarché Jusco. |
| Pokémon                                              | 2000                        | Console et manette bleues et jaunes, ornées de différents Pokémon.                                                                | Pour la sortie de Pokémon Stadium. |
| Pikachu                                              | 2001                        | Console et manette bleues et jaunes, ornée d'un Pikachu. Sortie également au Japon, en orange et jaune et en bleu clair et jaune. | Ces modèles sont dépourvus du port extension. |
| Clear blue                                           | 1999                        | Console et manette translucides, bleu clair et grises.                                                                            | Sortie au Japon en 1999 et en Europe en 2001 en pack avec Super Mario 64. |
| Clear red                                            | 1999                        | Console et manette translucides, rouge clair et grises.                                                                           | Sortie uniquement au Japon. |
| Midnight blue                                        |                             | Console et manette translucides bleu foncé.                                                                                       | Sortie au Japon uniquement. Coloris identique à l'édition Funtastic violette translucide.                                                                                                  |
| Clear black                                          | 1999                        | Console et manette translucides, grises.                                                                                          | Sortie au Japon en pack avec le 64DD. Coloris identique à l'édition Funtastic grise translucide.                                                                                           |
| Daiei Hawks                                          |                             | Console et manette translucides, orange et noires.                                                                                | Sortie au Japon uniquement. Couleurs de l'équipe de baseball des Fukuoka Daiei Hawks. |

### Manette de jeu

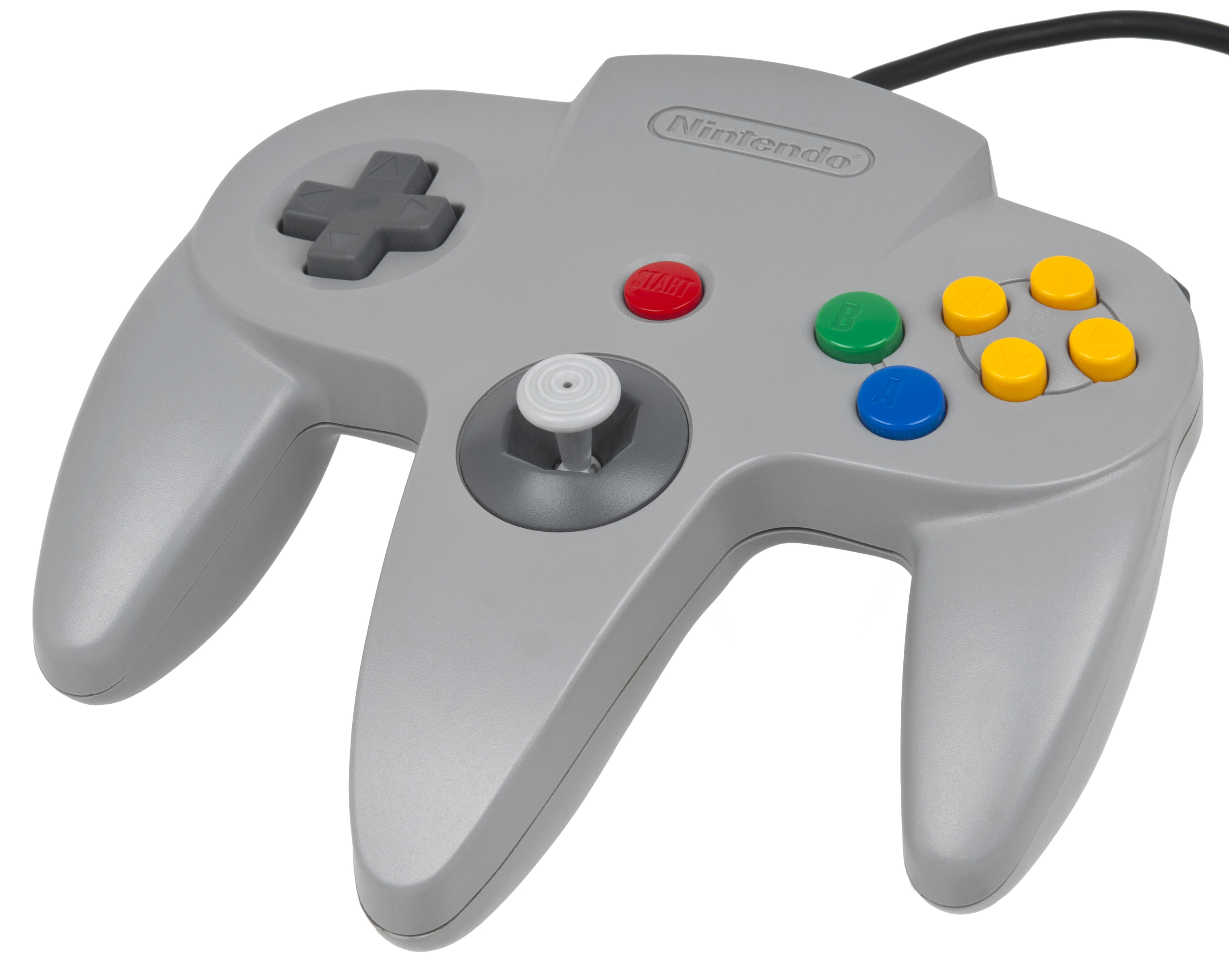
La manette de la Nintendo 64.

Révélée au salon Shoshinkai de 1995, la manette de la Nintendo 64 se distingue nettement de celles des consoles concurrentes. Imaginée par Genyo Takeda, elle se présente sous la forme d'un trident et il est possible de la tenir de trois manières différentes. Elle possède deux boutons d'action (A et B), quatre boutons auxiliaires principalement destinés à la gestion de la caméra dans les jeux 3D (C), deux boutons latéraux (L et R), une gâchette située en dessous de la manette (Z), un stick analogique, une croix directionnelle et le traditionnel bouton start. La manette possède également un port d'extension sur lequel il est possible de brancher différents accessoires.
La plus grande innovation de la manette de la Nintendo 64 est sans nul doute son stick analogique multidirectionnel qui permet d'offrir une grande nuance dans le déplacement des caméras et des personnages. Si l'Atari 5200 proposait déjà un joystick analogique dès 1982, cette invention n'avait jusqu'alors jamais vraiment décollé et les consoles continuaient de se cantonner à la croix directionnelle.
Nintendo innove à deux niveaux par rapport aux précédents exemples de joystick analogiques. D'une part, pour une question de robustesse, le stick de la manette Nintendo 64 n'est pas vraiment analogique mais numérique. Il propose néanmoins suffisamment de niveau de sensitivité pour que la distinction soit ténue. D'autre part, le stick analogique de la manette de la Nintendo 64 n'est pas un joystick qu'il faut attraper et peut se manier directement avec le pouce.
C'est véritablement la Nintendo 64 qui popularisa ce type de contrôle.
Une autre innovation de Nintendo est d'avoir conceptualisé la manette dans l'optique de proposer en extension un kit vibration, un module qui permet, comme son nom l'indique, de faire vibrer la manette.
Rapidement Sega sortira également une manette, le 3D Control Pad, comportant un stick analogique pour sa console Saturn  à l'occasion de la sortie du jeu Nights into Dreams.
Sony reprendra ces idées en 1997 avec la Dual Analog Controller puis la DualShock, des manettes, pour la PlayStation, comportant deux sticks analogiques et qui permet (pour la DualShock), sans extension, de créer des vibrations. Par la suite, tous les constructeurs intégreront à leurs manettes un ou plusieurs stick analogiques.
En plus de la manette grise standard, cinq couleurs de manette sont disponibles à la sortie de la console : rouge, bleu, vert, noir et jaune. Comme pour la console, de nombreuses variantes vont ensuite s'ajouter. Au total, il existe vingt-neuf variations de la manette de la Nintendo 64.
L'ergonomie de la manette de la Nintendo 64 a suscité également des critiques, comme la fragilité du stick ou l'inaccessibilité de certains boutons sans changer la position des mains. Pour remédier à cela, le constructeur Hori a sorti une manette en 2001 (pad Hori) à l'apparence plus classique.

### Cartouche de jeu

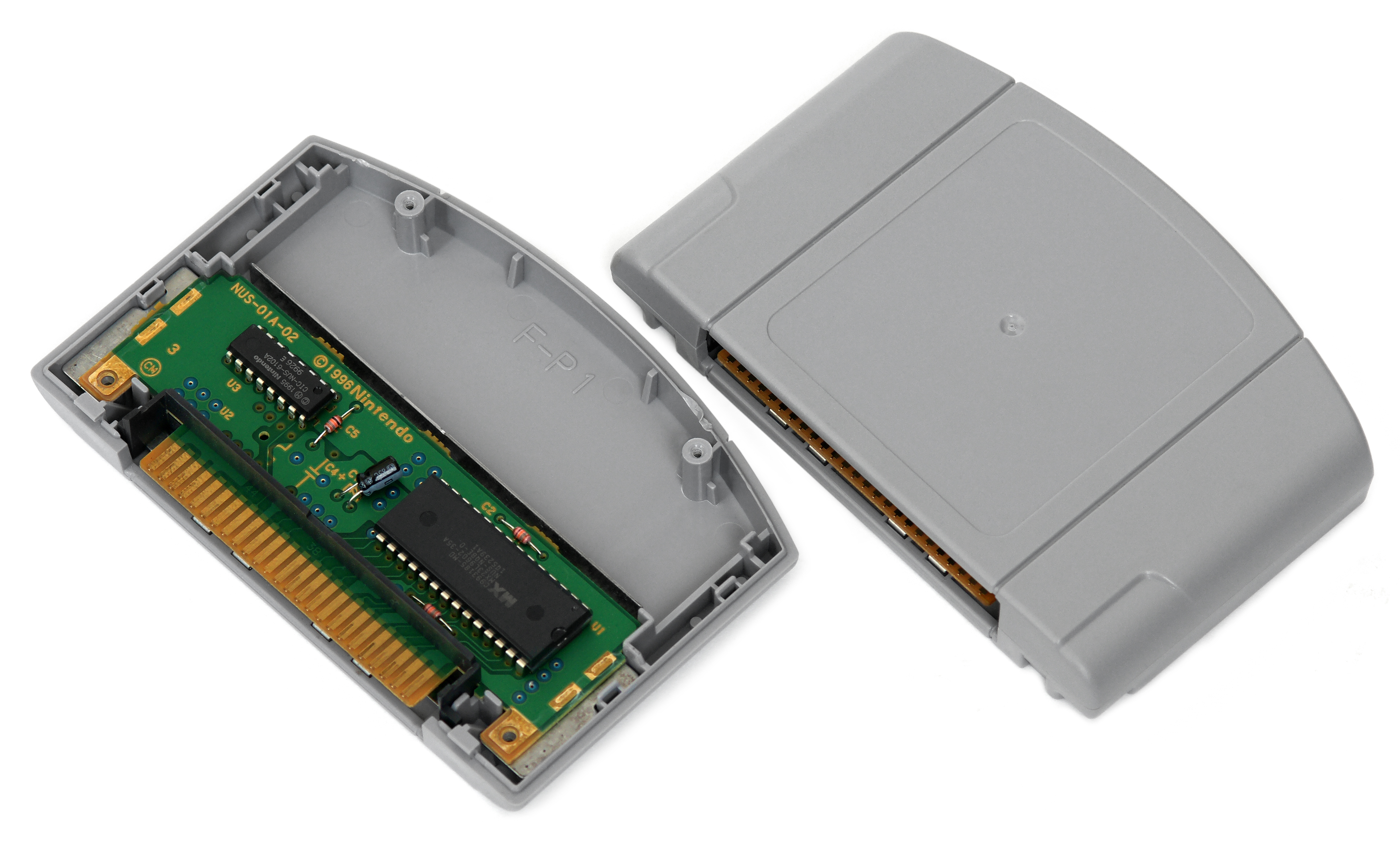
Une cartouche Nintendo 64 ouverte.

La Nintendo 64 utilise la cartouche comme support pour ses jeux, avec une capacité de stockage pouvant aller de 4 à 64 MB. À sa sortie, le CD-ROM, doté d'une capacité de stockage supérieure, se généralise et est déjà adopté par les autres consoles de sa génération, la Saturn de Sega et la PlayStation de Sony.
La cartouche possède quelques avantages par rapport au CD-ROM, comme des temps de chargement quasiment inexistants, la possibilité de sauvegarder sa partie sans avoir recours à une carte mémoire et un support bien plus difficile à pirater. De plus, la cartouche est un support plus robuste que le CD-ROM, ce qui pouvait s’avérer pertinent dans le sens où la Nintendo 64 visait un public plutôt jeune. En revanche, elle présente également d'importants inconvénients, notamment un espace de stockage bien plus limité que le CD-ROM qui limite fortement l'environnement graphique et sonore des jeux, des coûts de production environ dix fois plus élevés et un cycle de production plus long, ainsi qu'une marge bénéficiaire nette moindre pour les développeurs. À cela s'ajoutent les importants frais de licence demandés par Nintendo. Finalement, cela aboutit à une différence de prix supérieure de 10 à 30 $ des jeux Nintendo 64 par rapport aux jeux PlayStation et Saturn.
Hiroshi Yamauchi, président de Nintendo jusqu'en 2002, aurait imposé le support cartouche lui-même contre toute attente face à la concurrence. Il a toujours voulu garder un contrôle sur les éditeurs tiers en verrouillant toute tentative susceptible de remettre en cause son business model qui en a fait l'une des plus grosses fortunes du Japon. À l'origine, le président de Nintendo avait mis en place un label et diverses contraintes économiques aux éditeurs tiers afin d'assurer une qualité des titres disponibles sur leur console, ce qui a permis à Nintendo de s'imposer avec sa Nintendo « 8 bits » après le krach du jeu vidéo de 1983. L'entreprise japonaise devenant ainsi une des plus rentables du pays à la fin des années 1980 avec un quasi-monopole sur le marché mondial.
La Nintendo 64 n'y fit pas exception. Ils fixaient aux éditeurs tiers un nombre minimum de cartouches à commander. Selon certaines sources, l'ajout d'un lecteur CD aurait également rendu la console trop coûteuse par rapport à la limite que se fixait Nintendo,.
Pour toutes ces raisons techniques et économiques, beaucoup de développeurs de jeux décidèrent d'abandonner Nintendo et de se tourner vers les consoles concurrentes. Le cas le plus emblématique est le départ de Square, collaborateur de longue date avec Nintendo, dont la célèbre série Final Fantasy se poursuivit sur PlayStation.
La Nintendo 64 resta pour de longues années la dernière console de salon à utiliser la cartouche comme support. Effectivement, la console suivante de Nintendo, la GameCube, utilise un format spécial de disque optique pour stocker ses jeux. Cependant, le 20 octobre 2016, lors d'une bande-annonce pour sa nouvelle console hybride—la Nintendo Switch, la firme japonaise confirme le retour au support cartouches, néanmoins bien moins imposantes que vingt ans auparavant.

### Accessoires

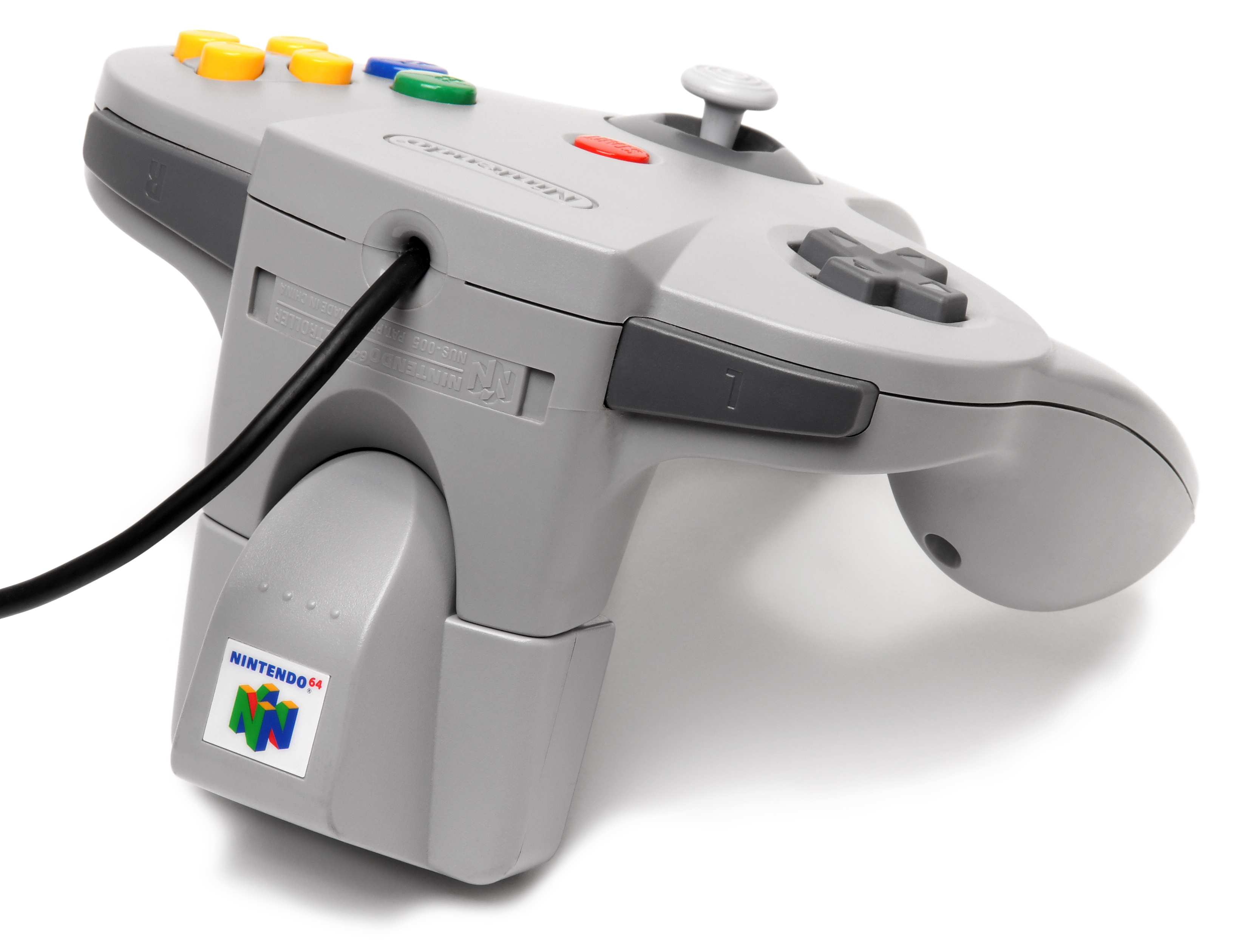
Rumble Pak encastré dans une manette.

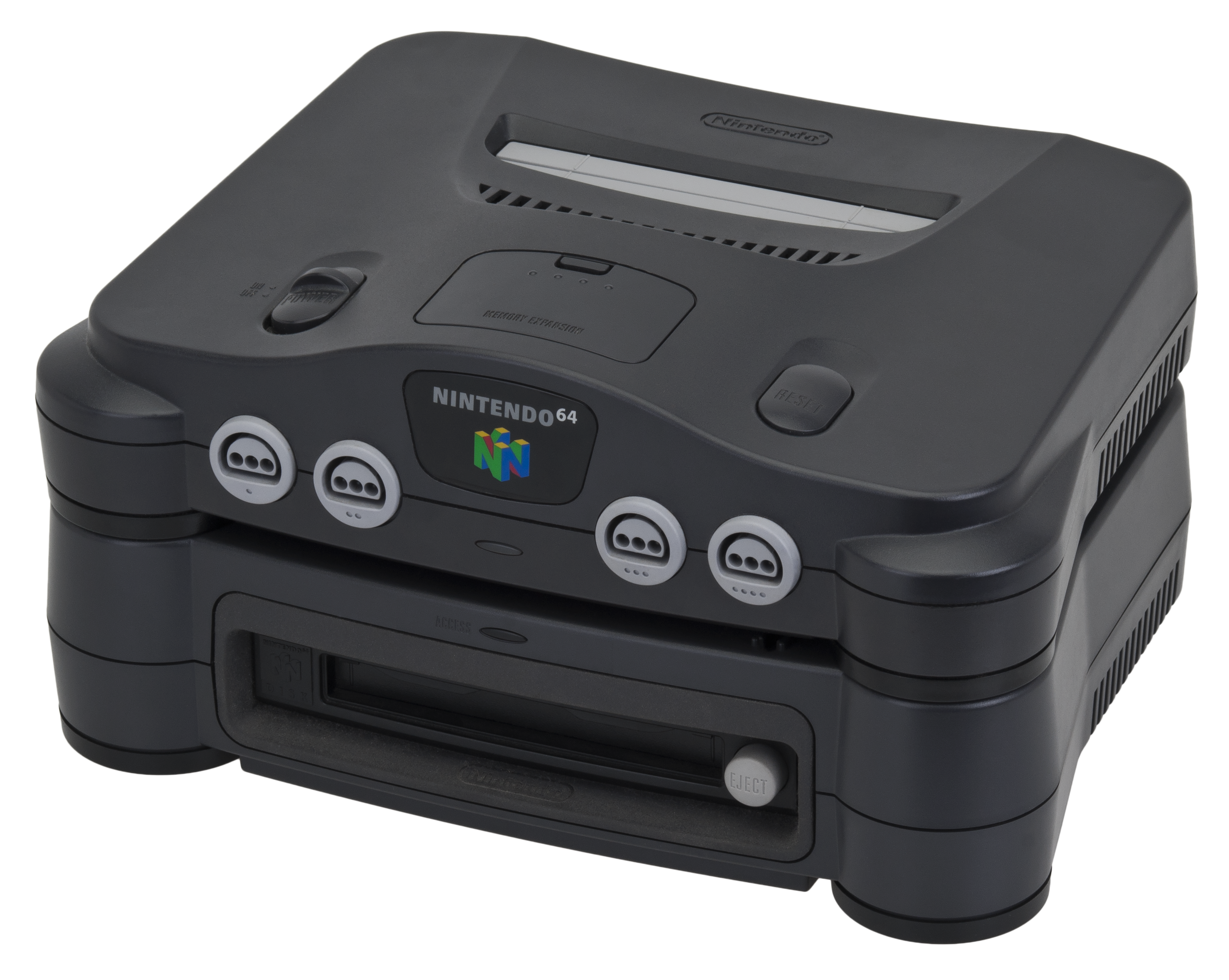
Une Nintendo 64 combinée à un 64DD.

Un certain nombre d'accessoires ont été conçus pour la Nintendo 64, dont plusieurs ne sont jamais sortis en Europe. Les trois principaux accessoires s'encastrent directement sur la manette : le Kit Vibration (Rumble Pak), qui permet de faire vibrer la manette ; le Controller Pak, qui est une carte mémoire ; et le Transfer Pak qui permet de transférer des données entre la Nintendo 64 et une cartouche  Game Boy ou Game Boy Color.
La plupart des jeux Nintendo 64 permettent de sauvegarder directement sur la cartouche, grâce à une pile, et ne nécessitent donc pas de carte mémoire. Il est possible d'accéder à un gestionnaire des fichiers de sauvegardes en appuyant sur le bouton start lors du lancement d'un jeu compatible avec le Controller Pak.
Deux autres accessoires permettent d'augmenter les capacités de la console, l’Expansion Pak et le 64DD, sortis respectivement en 1998 et décembre 1999.
L’Expansion Pak, insérable dans une trappe directement sur la console, augmente la mémoire de la console de 4 MB à 8 MB. Il est indispensable pour faire fonctionner, complètement ou partiellement, certains jeux comme Donkey Kong 64, Perfect Dark et The Legend of Zelda: Majora's Mask. D'autres jeux l'utilisent pour seulement améliorer leurs graphismes.
Le Voice Recognition Unit (VRU) est un microphone compatible avec les jeux Hey You, Pikachu!, Densha de Go! 64 et Mario Artist.
Le Nintendo 64DD (Nintendo 64 Disk Drive) est une extension qui se connecte en dessous de la console, sur le port extension. Elle permet notamment à la Nintendo 64 de lire des disques magnétiques de 64 MB, qui offrent ainsi une capacité de stockage supérieure aux cartouches de première génération. Un modem permettait également de se connecter au réseau Randnet, qui offrait différentes options comme le jeu en ligne, un service de messagerie ou la navigation sur Internet. Une souris et un clavier étaient disponibles pour faciliter la navigation sur Internet. Annoncé dès 1995, le 64DD sort fin 1999 et uniquement au Japon. Très peu de jeux exploitent ses capacités.

## Spécifications techniques

### Architecture
Puissante et flexible, l'architecture de la Nintendo 64 en devient également plus complexe et la programmation se révèle difficile pour les développeurs peu familiers du support par rapport aux autres consoles de l'époque comme la PlayStation.
La Nintendo 64 est équipée de deux microprocesseurs. Le processeur, appelé « Reality Engine », appartient à la famille R4000 de MIPS Technologies et est fabriqué par NEC. Le « Reality Immersion Co-Processor » (RCP) est le coprocesseur conçu spécifiquement par Silicon Graphics pour la Nintendo 64. Il est divisé en deux composants : le « Reality Signal Processor » (RSP), qui exécute les graphismes et les sons, et le « Reality Display Processor » (RDP), qui affiche les données graphiques à partir de la liste d'affichage créée par le RSP. Pour que le RSP crée cette liste d'affichage, l'application utilise l'appel système pour charger un microcode. Le RSP est donc entièrement programmable à partir du microcode.
Bien que dotée d'un puissant processeur, la Nintendo 64 avait des limitations techniques dues à des causes multiples. L'une des principales critiques envers la console fut le rendu flou des textures, contrastant avec l'aspect pixelisé des graphismes de la PlayStation. Si les techniques d’anti-aliasing et de MIP mapping permettaient de lisser les textures quand la vue s'en éloignait ou s'en rapprochait, la capacité limitée des cartouches et la très faible mémoire cache des textures aboutissaient souvent à ce rendu flou qui devint une marque caractéristique de la console. Pour masquer les problèmes de clipping, de nombreux jeux étaient noyés dans un brouillard permanent, comme dans Turok et Superman, emblématiques de cette limitation. En ajoutant la capacité limitée de stockage audio et l'architecture trop complexe, il en résulte que de nombreux jeux pour Nintendo 64 ont une qualité sonore et visuelle inférieure à leurs homologues sur PlayStation.
Néanmoins, en modifiant intelligemment le microcode et en utilisant diverses astuces, il était possible de surpasser ces limitations et d'exploiter tout le potentiel de la Nintendo 64. Les studios de développement Factor 5 et Rare furent notamment réputés pour avoir su exploiter toute la puissance de la console.

### Caractéristiques détaillées
Processeur
- Processeur central : "Reality Engine" NEC/MIPS VR4300, dérivé du processeur RISC 64-bits R4300i, cadencé à 93,75 MHz.
- Coprocesseur : "Reality Co-Processor" (RCP), cadencé à 62,5 MHz.

Graphisme 
- "Reality Display Processor" (RDP), cadencé à 62,5 MHz
- MIPS : 500
- Résolutions d'affichage : 640×480, 320×240 ou 256×224 entrelacée
- Polygones par seconde : 150 000 (texturés & éclairés)
- Palette couleurs : 16,77 millions (24-bits)
- Couleurs affichables : 2 097 152 (21-bits)
- Effets graphiques : edge anti-aliasing, perspective correction, ombrage de Gouraud, MIP mapping trilinéaire, environment mapping
- 256 niveaux de transparence

Audio
- "Reality Signal Processor" (RSP), 64 canaux, fréquence d'échantillonnage de 44,1 kHz, mémoire système
- Stéréo en 16 bits 48 kHz.

Mémoire
- Mémoire principale : 4 MB RDRAM unifiée (8 MB avec l’Expansion Pak)
- Bus mémoire : 9-bits
- Bande passante du bus mémoire : 562,5 MB/s

Cartouches
- 4 MB à 64 MB.
- Taux de transfert de 264 Mo/s

Source

## Jeux
Bien que la Nintendo 64 se soit beaucoup moins bien vendue que la PlayStation ou même la Super Nintendo, 51 jeux ont dépassé le million d'exemplaires vendus. Les plus grands succès commerciaux ont tous été édités par Nintendo, mais une partie non négligeable d'entre eux ont été développés par Rare. Dans la liste des meilleures ventes, le premier jeu d'éditeur tiers, WCW/nWo Revenge de THQ, n'apparait qu'à la 21e place.
La Nintendo 64 fut délaissée par les éditeurs tiers ce qui explique que son nombre de jeux soit bien inférieur à celui de la PlayStation. Par ailleurs les jeux sortiront souvent au compte goutte et furent souvent retardés voire annulés.
| Les dix jeux les plus vendus de la Nintendo 64 | Les dix jeux les plus vendus de la Nintendo 64 | Les dix jeux les plus vendus de la Nintendo 64 | Les dix jeux les plus vendus de la Nintendo 64 | Les dix jeux les plus vendus de la Nintendo 64 |
| Titre                                          | Sortie                                         | Ventes (en millions)                           | Développeur                                    | Éditeur                                        |
| ---------------------------------------------- | ---------------------------------------------- | ---------------------------------------------- | ---------------------------------------------- | ---------------------------------------------- |
| Super Mario 64                                 | Juin 1996                                      | 11,89                                          | Nintendo                                       | Nintendo                                       |
| Mario Kart 64                                  | Décembre 1996                                  | 9,87                                           | Nintendo                                       | Nintendo                                       |
| GoldenEye 007                                  | Août 1997                                      | 8,09                                           | Rare                                           | Nintendo                                       |
| The Legend of Zelda: Ocarina of Time           | Novembre 1998                                  | 7,60                                           | Nintendo                                       | Nintendo                                       |
| Super Smash Bros.                              | Janvier 1999                                   | 5,55                                           | HAL Laboratory                                 | Nintendo                                       |
| Pokémon Stadium                                | Avril 1999                                     | 5,45                                           | Nintendo                                       | Nintendo                                       |
| Donkey Kong 64                                 | Novembre 1999                                  | 5,27                                           | Rare                                           | Nintendo                                       |
| Diddy Kong Racing                              | Novembre 1997                                  | 4,88                                           | Rare                                           | Nintendo                                       |
| Lylat Wars                                     | Avril 1997                                     | 4,03                                           | Nintendo                                       | Nintendo                                       |
| Banjo-Kazooie                                  | Mai 1998                                       | 3,65                                           | Rare                                           | Nintendo                                       |

## Piratage

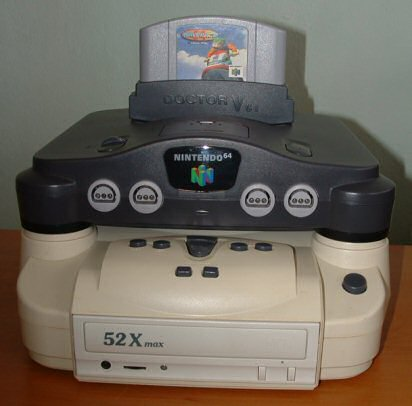
Une Nintendo 64 installée sur un Doctor V64.

Les copieurs, malgré le support cartouche peu pratique à pirater, ont dû faire face à la politique anti-copie très active de Nintendo, et n'ont donc pas connu un très grand succès. Ils se connectaient par le port extension sous la console, dont les derniers modèles (Nintendo 64 Pikachu) sont d'ailleurs dépourvus. L'accessoire permet de copier, gérer des sauvegardes, des codes de triches (voir Action Replay), programmer, etc.
Cinq copieurs ont été fabriqués :
- Le Doctor V64, fabriqué par Bung Enterprises et sorti en 1996, est le premier copieur apparu[51]. Il est constitué d'un lecteur de CD, s'insérant sous la Nintendo 64, qui permet de lire les images ROM ou éventuellement des fichiers vidéo et audio ;
- Le V64 Junior, une version allégée du précédent, est en fait une simple cartouche avec 512 Mb de RAM, sauvegardée par 6 piles AA qui permettent une autonomie de 8 heures. Il se connecte à un ordinateur par un port parallèle pour y charger l'image ROM[52] ;
- Le CD64, fabriqué par UFO/Success Company et sorti en 1998, fonctionne de la même manière que le Doctor V64[53]. Il permet également de transférer un jeu dans la RAM de l'appareil, qui est ensuite transférable sur ordinateur. La première version du CD64 comporte 128 Mb de RAM. Une seconde mouture de 256 Mb de RAM a ensuite vu le jour sous le nom de CD64 Plus ;
- Le  Z64 ou Mr Backup, fabriqué à Taïwan et distribué aux États-Unis par Harrison Electronics, est équipé d'un lecteur ZIP et d'un affichage LCD[54]. Il se connecte par le port cartouche et les cartouches s'insèrent directement sur l'accessoire ;
- Les 64drive, Everdrive 64, ED64PLUS et NEO N64 Myth Cart, des linkers à brancher dans le port cartouche,